# Lovrečan (Zlatar Bistrica)
 Lovrečan  falu Horvátországban Krapina-Zagorje megyében. Közigazgatásilag Zlatar Bistricához tartozik.

## Fekvése
Zágrábtól 30 km-re északra, községközpontjától 1 km-re nyugatra a Horvát Zagorje területén a Korpona partján  fekszik.

## Története
Lovrečan a község kétségkívül legrégibb települése. Szent Lőrinc tiszteletére szentelt templomát már 1334-ben a zágrábi káptalan statútumában említik. A mai is álló templomot 1666-ban építtette át kegyura Ivan Gundak. 
1857-ben 324, 1910-ben 533 lakosa volt. Trianonig Varasd vármegye Zlatari járásához tartozott.
2001-ben 480 lakosa volt. 

## Nevezetességei
- Szent Lőrinc tiszteletére szentelt templomát[2] már 1334-ben említik. A templom egyhajós épület, sokszögzáródású gótikus szentéllyel. Mai formájában 1666-ban épült. A harangtorony a 17. században épített főbejárat felett emelkedik, barokk toronysisakját 1749-ben kapta. A sekrestyét később, 1760-ban építették. A szentély hagyományos késő gótikus boltozású, a hajót festett famennyezet borítja, rajta a Gundak család címerével és az 1666-os évszámmal. A legrégibb ilyen mennyezet egész Észak-Horvátországban. Oltárai 1667-ben, 1742-ben, 1807-ben, a főoltár 1786-ban készült. A padok és a bútorzat 1797-ben készült. Az orgonát 1762-ben Grazban építették, a szószék 1802-ből való.

- A templom közelében áll a Lábas család egyszerű, barokk kúriája.[3] Krešimir Filipec szerint a 16.-17. században erődített udvarház (vagy kastély) állt a helyén, melyet az oszmán fenyegetés megszűnte után a 18. században a késő barokk stílusban teljesen átépítettek. Az uradalom korábban a Kis, a Lábas és a Rauer családok tulajdonában volt. A kastély ma a Nita promet d.o.o. gyár irodáinak ad otthont.[4]

## Külső hivatkozások
- Zlatar Bistrica hivatalos oldala
- A Keresztelő Szent János plébánia honlapja
- A horvát kulturális örökség